# Moheda
Moheda is een plaats in de gemeente Alvesta in het landschap Småland en de provincie Kronobergs län in Zweden. De plaats heeft 1852 inwoners (2005) en een oppervlakte van 225 hectare.

## Verkeer en vervoer
Bij de plaats loopt de Länsväg 126. Vijf kilometer oostelijker ligt de Riksväg 30.
De plaats heeft een station op de spoorlijn Katrineholm - Malmö.

## Geboren in Moheda
- Torsten Hägerstrand (1916-2004), geograaf
- Sven Nykvist (1922-2006), cameraman